# Championnats d'Europe de lutte 1935
Navigation
Édition précédente Édition suivante
Les Championnats d'Europe de lutte 1935 se sont tenus à Copenhague (Danemark) en avril 1935 pour la lutte gréco-romaine et à Bruxelles (Belgique) en septembre 1935 pour la lutte libre.

## Podiums

### Hommes

#### Lutte gréco-romaine
| Catégories | Or                     | Argent                     | Bronze                  |
| ---------- | ---------------------- | -------------------------- | ----------------------- |
| 56 kg      | Herman Tuvesson (SWE)  | Antonín Nič (TCH)          | Esko Hjelt (FIN)        |
| 61 kg      | Sebastian Hering (GER) | Hermanni Pihlajamäki (FIN) | Aage Meier (DEN)        |
| 66 kg      | Lauri Koskela (FIN)    | Abraham Kurland (DEN)      | Wolfgang Ehrl (GER)     |
| 72 kg      | Rudolf Svedberg (SWE)  | Fritz Schäfer (GER)        | Antti Mäki (FIN)        |
| 79 kg      | Ivar Johansson (SWE)   | Josef Paar (GER)           | Béchir Bouazzat (FRA)   |
| 87 kg      | Axel Cadier (SWE)      | Paul Böhmer (GER)          | August Neo (EST)        |
| +87 kg     | Kurt Hornfischer (GER) | Hjalmar Nyström (FIN)      | Alberts Zwejnieks (LAT) |

#### Lutte libre
| Catégories | Or                       | Argent                     | Bronze                   |
| ---------- | ------------------------ | -------------------------- | ------------------------ |
| 56 kg      | Marcello Nizzola (ITA)   | Márton Lőrincz (HUN)       | Jakob Brendel (GER)      |
| 61 kg      | Kustaa Pihlajamäki (FIN) | Ferenc Tóth (HUN)          | Adalberto Taucer (ITA)   |
| 66 kg      | Károly Kárpáti (HUN)     | Hermanni Pihlajamäki (FIN) | Wolfgang Ehrl (GER)      |
| 72 kg      | Stig Andersson (SWE)     | Fritz Schäfer (GER)        | Willy Angst (SUI)        |
| 79 kg      | Ivar Johansson (SWE)     | Eugen Angst (SUI)          | Kálmán Sóvári (en) (HUN) |
| 87 kg      | Ede Virágh-Ebner (HUN)   | Axel Cadier (SWE)          | August Neo (EST)         |
| +87 kg     | Karl Hegglin (SUI)       | Kurt Hornfischer (GER)     | Nils Åkerlindh (SWE)     |